# Nati per rappare - 93-94-96 i primi 3 album
Nati per rappare - 93-94-96 i primi 3 album è un box set del gruppo musicale italiano Articolo 31, pubblicato il 25 ottobre 2011 dalla Sony Music.

## Il disco
Contiene i primi tre album in studio pubblicati dal gruppo tra il 1993 e il 1996, ovvero Strade di città (1993), Messa di vespiri (1994) e Così com'è (1996).

## Tracce

### CD1 –Strade di città
1. Intro - 0:52
2. Strada di città (feat. Chief) - 3:51
3. Fotti la censura - 4:37
4. Cantico errante di due DJ notturni (feat. DJ Wladimiro) - 2:48
5. Legge del taglione - 3:43
6. Ti sto parlando - 4:37
7. D.J. Jad - 5:11
8. Tocca qui (feat. Lory Asson) - 4:22
9. Solo per te - 6:06
10. Questo è il nostro stile - 4:53
11. Pifferaio magico - 5:11
12. Nato per rappare - 4:46

### CD2 –Messa di vespiri
1. Posso entrare? - 1:43
2. Messa di vespiri - 5:42
3. Mr. gilet di pelle - 4:33
4. Dammi retta - 0:19
5. Ti tiro scemo (feat. Solo Zippo) - 4:43
6. È già storia - 2:38
7. Libero stile uno - 1:08
8. Meus queridos fas - 0:19
9. Maria Maria - 4:20
10. Lega... l... - 0:22
11. Il mio fuoco - 3:51
12. Io Zak e la tromba (feat. DJ Zak) - 3:45
13. 144/0031 - 2:22
14. Voglio una lurida - 4:00
15. Andiamo a lavorare - 1:39
16. Un'altra cosa che ho perso - 3:46
17. Non ce la fai - 0:29
18. Stiloso con lo stile (J-Ax) RMX - 4:38
19. Lasciami fare - 1:10
20. Mollami - 3:56
21. Libero stile due - 1:11
22. Una per i miei fratelli - 4:45

### CD3 –Così com'è
1. Da un nastro - 0:36
2. Un urlo - 3:49
3. Tranqi funky - 3:21
4. 2030 - 4:18
5. Così com'è - 3:37
6. Domani - 5:05
7. Non c'è rimedio - 4:57
8. Gigugin - 4:14
9. Fatti un giro - 3:14
10. Fatti in là - 3:22
11. Così e cosà - 4:14
12. Tocca a me - 4:18
13. Latin Lover (feat. Space One) - 4:11
14. Con le buone - 4:50
15. L'impresa eccezionale - 4:42
16. Sono l'M.C. (feat. Solo Zippo) - 4:56
17. Il funkytarro - 4:48
18. Sono fuori (feat. Tommasino) - 3:39